# Nicolas-Alexis Ondernard
Nicolas-Alexis Ondernard, né le 17 juillet 1756 à Rambervillers, dans les Vosges (France) et décédé le 25 mars 1831 à Namur (Belgique), est un prêtre et prélat français qui fut le dix-huitième évêque de Namur, de 1828 à sa mort en 1831.

## Biographie

### Formation
Nicolas-Alexis Ondernard effectue ses études à Toul et à Strasbourg.

### Début de carrière
Nicolas-Alexis Ondenard commence sa carrière ecclésiastique dans son département natal. Il est d'abord professeur de philosophie en 1828 à Saint-Dié. Il est ensuite nommé vicaire de Charmois-l'Orgueilleux de 1780 à 1785 puis de Brû de 1785 à 1790 avant d'être envoyé à Vomécourt.
En 1791, il refuse de prêter le serment civique et émigre en Pologne puis en Belgique. À Bruxelles, il devient chapelain de l’archiduchesse Marie-Christine, gouvernante des Pays-Bas . 
Rentré en France à la suite de la révolution brabançonne, il est attaché à la mission diplomatique de l’abbé de Pradt, envoyé à Varsovie par Napoléon Ier (1812). Il suit l’abbé de Pradt lorsque ce dernier est nommé archevêque de Malines. 
En 1813 il est nommé par de Pradt comme curé de Notre-Dame du Sablon, à Bruxelles. Mal reçu, car perçu comme « intrus » à Malines, et préférant d’ailleurs une carrière politique en France, de Pradt démissionne en 1815. Son successeur, François de Méan - dernier prince-évêque de Liège devenu archevêque de Malines - nomme Ondernard à Notre-Dame de la Chapelle, importante paroisse de Bruxelles (1818) : il s’y fait remarquer par son talent oratoire. 

### Évêque de Namur
Dans un esprit de conciliation, cherchant à satisfaire Guillaume Ier, mais avec grande réticence (car il est proche de de Pradt), Léon XII nomme Ondernard évêque de Namur le 23 juin 1828. Il est consacré évêque le 28 octobre suivant. 
Ondernard cependant marque son indépendance et attachement vis-à-vis de l’Église. Il n’approuve pas la politique religieuse de Guillaume Ier, et, en fait, utilise son influence à la cour pour obtenir du roi calviniste l’autorisation de rouvrir les petits séminaires des diocèses belges. (autorisation accordée le 2 octobre 1829). Le 12 janvier 1830 Namur rouvre le sien à l’abbaye de Floreffe, comprenant des cours d’humanités, philosophie et théologie. 
À partir de juin 1829 commence à paraître à Namur un journal catholique, le Courrier de la Sambre, très opposé au gouvernement du royaume uni des Pays-Bas. Il cesse de paraître un an plus tard, en juillet 1830, ses éditeurs étant arrêtés. Mais son influence fut considérable. Avec l’appui du clergé, de nombreuses paroisses de Namur et du Luxembourg envoient des pétitions demandant le redressement de divers griefs religieux. 
Après l’indépendance belge (juillet 1830), en novembre 1830, Ondernard invite les curés de son diocèse à seconder par leur ministère les autorités civiles pour faire respecter le nouvel ordre public. Lui-même ne connaîtra pas longtemps ce « nouveau pays ». Il meurt à Namur le 25 mars 1831, âge de 75 ans.

## Armes
D'azur au trigramme du Christ JHS, le H sommé d'une croisette latine, le tout d'or.